# 和尔经额
和尔经额（?—?），喜塔腊氏，正白旗满洲人，清朝大臣。孝淑睿皇后父亲、道光帝的外祖父。
和尔经额官至总管内务府大臣、副都统。乾隆四十二年（1777年），崇庆皇太后去世，乾隆帝命传谕諴郡王弘畅、德成、和尔经额、刘浩主持修建泰东陵工程。和尔经额的女儿嫁给皇十五子永琰。乾隆六十年（1795年），乾隆帝禅位永琰。永琰改名颙琰，是为嘉庆帝。嘉庆元年（1796年）正月，册立喜塔腊氏为皇后，即孝淑睿皇后。二月甲辰，和尔经额被追封三等承恩公。